# Алматинський сільський округ
Алмати́нський сільський округ (каз. Алматы ауылдық округі, рос. Алматинский сельский округ) — адміністративна одиниця у складі Єсільського району Північноказахстанської області Казахстану. Адміністративний центр — село Орнек.
Населення — 413 осіб (2021; 796 у 2009, 1275 у 1999, 1884 у 1989).
Станом на 1989 рік існувала Алматинська сільська рада (села Жаркайн, Мектеп, Орнек).

## Склад
До складу округу входять такі населені пункти:
| Населений пункт | Старі назви | Населення, осіб (1989) | Населення, осіб (1999) | Населення, осіб (2009) | Населення, осіб (2021) |
| --------------- | ----------- | ---------------------- | ---------------------- | ---------------------- | ---------------------- |
| Жаркайин, село  | -           | 319                    | 259                    | 169                    | 80                     |
| Мектеп, село    | Даумбай     | 452                    | 487                    | 328                    | 171                    |
| Орнек, село     | -           | 1113                   | 529                    | 299                    | 162                    |